# Мяндийе
Мяндийе (якут. Мээндийэ) — село, расположенное в Тёлёйском наслеге Чурапчинского улуса Якутии.
По состоянию на 2010 год в селе постоянное население отсутствует.

## География
Расположен в 23 км к юго-западу от села Чурапча (центр улуса), расстояние до центра наслега Тёлёй-Диринг составляет 6 км.

## Население
| 2002 | 2010 | 2021 |
| ---- | ---- | ---- |
| 0    | →0   | →0   |

## Ссылка
- sakha.gov.ru — официальный сайт информационного портала Республики Саха (Якутия)